# 黄素馨
黄素馨（学名：Jasminum floridum subsp. giraldii）是木犀科素馨属探春花的亚种。分布在中国大陆的贵州、河南、河北、湖北、陕西、四川、山东等地，生长于海拔2,000米的地区，常生于山谷、坡地和林中。

## 别名
黄馨（中国树木分类学） 毛叶探春（中国高等植物图鉴）